# 十王站
十王站（日语：／ Jūō eki */?）位于日本茨城县日立市十王町，是东日本旅客铁道（JR東日本）管辖的鐵路車站。

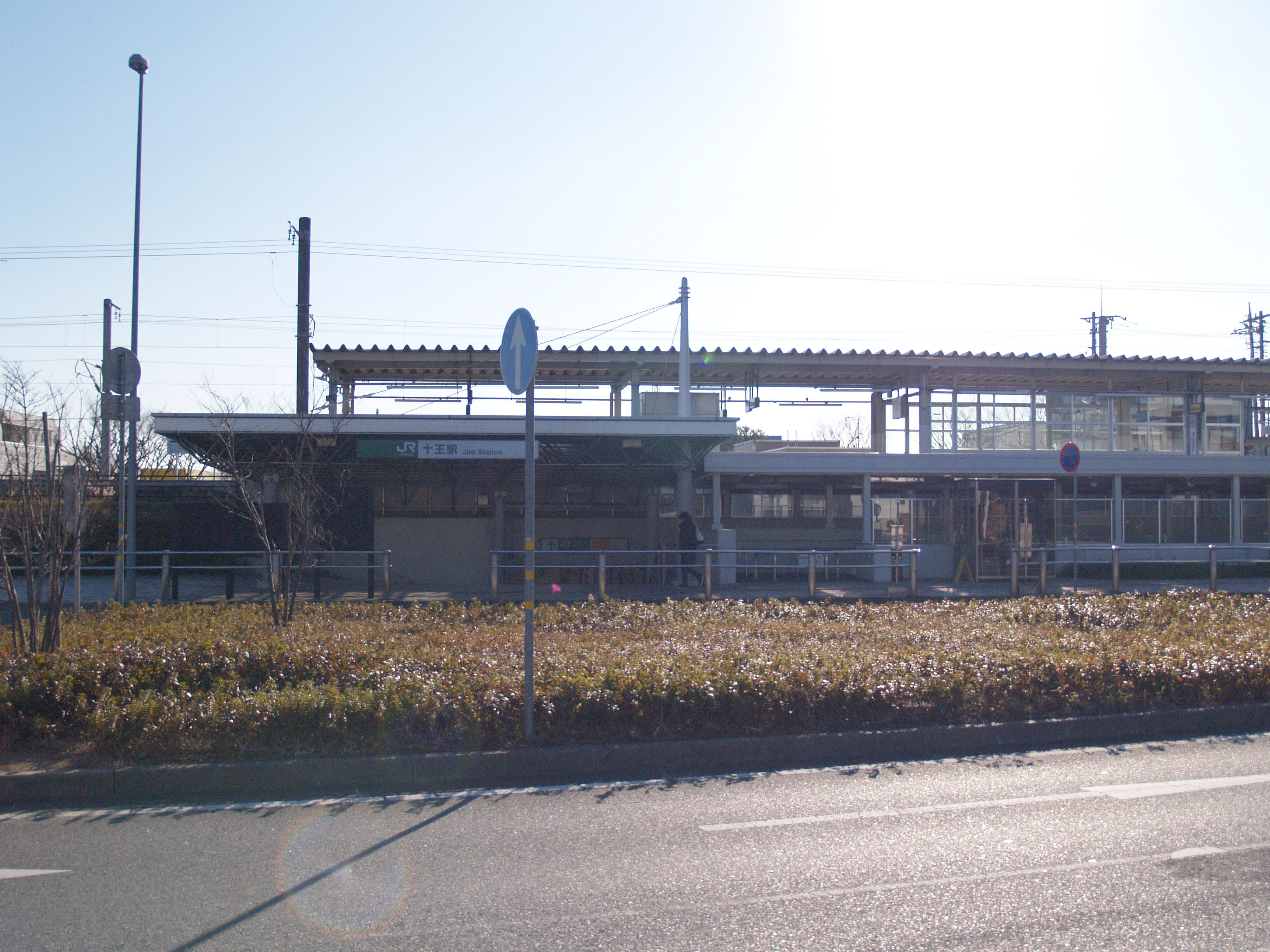
西口（2014年1月）

## 历史
- 1897年2月25日 - 作为日本铁道川尻站投入运营。
- 1903年11月1日 - 日本铁道国有化。
- 1909年10月12日 - 归属常磐线。
- 1987年4月1日 - 国铁分割民营化后成为JR东日本车站。
- 1993年3月 - 设立绿色窗口。
- 2004年
  - 3月13日 - 改名为十王站[2]。
  - 10月16日 - 定期特急列車停站[2]。
  - 12月18日 - 站房改建[3]。
- 2005年
  - 8月 - 站房改建工程竣工。
  - 11月1日 - 发车音乐变更。
- 2006年4月1日 - 停止办理货运业务。
- 2008年3月15日 - 随着东京近郊区间扩大，开始支持使用Suica。
- 2011年4月7日 - 配备电梯的新跨线桥开始使用。
- 2012年2月8日 - 指定席自动售票机投入使用。
- 2015年
  - 3月14日 - 随着运行图调整，特急列车在本站全部通过，只保留普通列车停靠。
  - 7月1日 - 车站业务委托划归JR东日本综合服务管理。

## 车站结构
岛式站台1台2线构成的地上车站。
业务委托站。站内设有Suica自动闸机和指定席自动售票机。

### 站台配置
| 站台 | 路线    | 方向 | 目的地                                          |
| ---- | ------- | ---- | ----------------------------------------------- |
| 1    | ■常磐線 | 上行 | 水户、土浦、上野、東京、品川方向 （上野东京线） |
| 2    | ■常磐線 | 下行 | 磐城方向                                        |

（來源：JR東日本:車站構內圖（页面存档备份，存于））

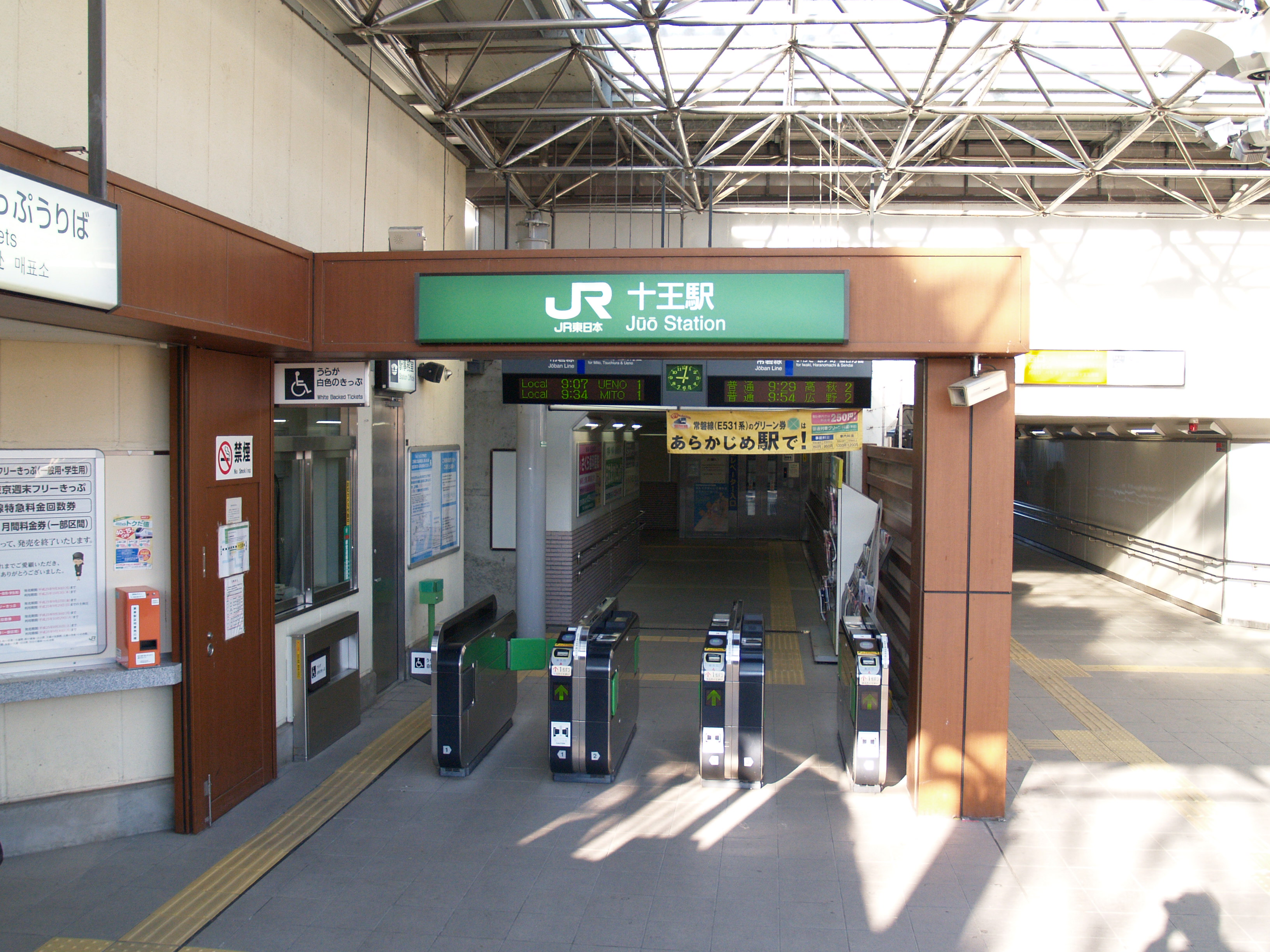
閘口（2014年1月）
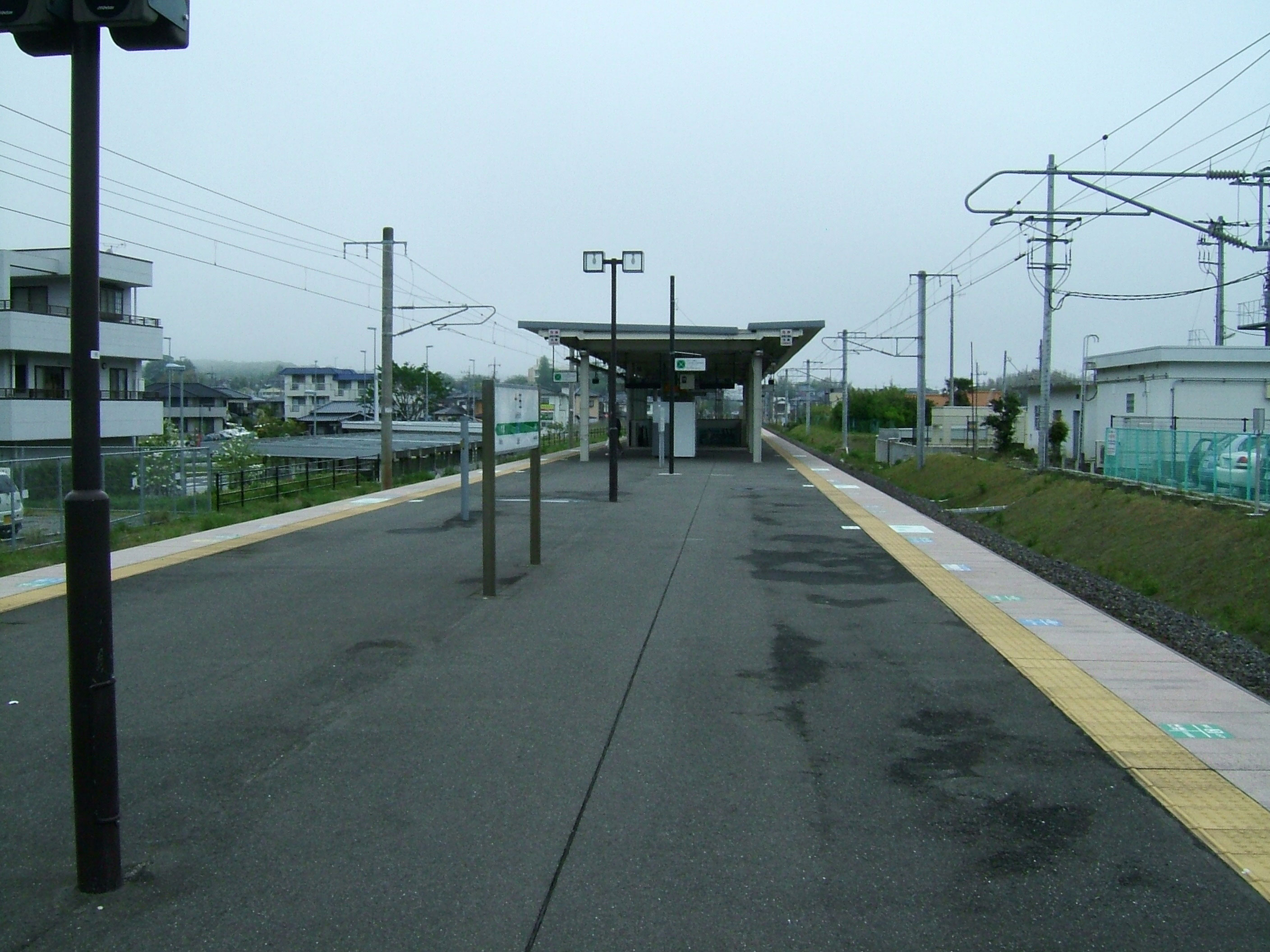
站台（2008年5月）

## 使用情况
根據JR東日本，2018年度（平成30年度）1日平均上車人次為2,983人。
近年的推移如下表。
| 上車人次推移              | 上車人次推移     | 上車人次推移    |
| 年度                      | 1日平均 上車人次 | 來源            |
| ------------------------- | ---------------- | --------------- |
| 2000年（平成12年）        | 3,633（*1）      | [ 利用客数 2 ]  |
| 2001年（平成13年）        | 3,555（*1）      | [ 利用客数 3 ]  |
| 2002年（平成14年）        | 3,477（*1）      | [ 利用客数 4 ]  |
| 2003年（平成15年）        | 3,386            | [ 利用客数 5 ]  |
| 2004年（平成16年）        | 3,262            | [ 利用客数 6 ]  |
| 2005年（平成17年）        | 3,250            | [ 利用客数 7 ]  |
| 2006年（平成18年）        | 3,297            | [ 利用客数 8 ]  |
| 2007年（平成19年）        | 3,285            | [ 利用客数 9 ]  |
| 2008年（平成20年）        | 3,278            | [ 利用客数 10 ] |
| 2009年（平成21年）        | 3,185            | [ 利用客数 11 ] |
| 2010年（平成22年）        | 3,062            | [ 利用客数 12 ] |
| 2011年（平成23年）        | 3,121            | [ 利用客数 13 ] |
| 2012年（平成24年）        | 3,173            | [ 利用客数 14 ] |
| 2013年（平成25年）        | 3,151            | [ 利用客数 15 ] |
| 2014年（平成26年）        | 3,079            | [ 利用客数 16 ] |
| 2015年（平成27年）        | 3,151            | [ 利用客数 17 ] |
| 2016年（平成28年）        | 3,128            | [ 利用客数 18 ] |
| 2017年（平成29年）        | 3,060            | [ 利用客数 19 ] |
| 2018年（平成30年）        | 2,983            | [ 利用客数 20 ] |
| *1…算出時站名為「川尻」。 |                  |                 |

## 相鄰車站
東日本旅客鐵道（JR東日本）
■常磐线 
小木津－十王－高萩

### 使用情况
1. ↑  . 東日本旅客鉄道.   [2019-07-12]. （原始内容存档于2019-07-05）.
2. ↑  . 東日本旅客鉄道.   [2019-03-06]. （原始内容存档于2019-03-28）.
3. ↑  . 東日本旅客鉄道.   [2019-03-06]. （原始内容存档于2019-03-28）.
4. ↑  . 東日本旅客鉄道.   [2019-03-06]. （原始内容存档于2019-03-28）.
5. ↑  . 東日本旅客鉄道.   [2019-03-06]. （原始内容存档于2019-03-28）.
6. ↑  . 東日本旅客鉄道.   [2019-03-06]. （原始内容存档于2019-03-28）.
7. ↑  . 東日本旅客鉄道.   [2019-03-06]. （原始内容存档于2019-03-28）.
8. ↑  . 東日本旅客鉄道.   [2019-03-06]. （原始内容存档于2019-03-28）.
9. ↑  . 東日本旅客鉄道.   [2019-03-06]. （原始内容存档于2019-03-28）.
10. ↑  . 東日本旅客鉄道.   [2019-03-06]. （原始内容存档于2019-03-28）.
11. ↑  . 東日本旅客鉄道.   [2019-03-06]. （原始内容存档于2019-03-28）.
12. ↑  . 東日本旅客鉄道.   [2019-03-06]. （原始内容存档于2019-03-28）.
13. ↑  . 東日本旅客鉄道.   [2019-03-06]. （原始内容存档于2019-03-28）.
14. ↑  . 東日本旅客鉄道.   [2019-03-06]. （原始内容存档于2019-03-22）.
15. ↑  . 東日本旅客鉄道.   [2019-03-06]. （原始内容存档于2016-03-04）.
16. ↑  . 東日本旅客鉄道.   [2019-03-06]. （原始内容存档于2019-03-22）.
17. ↑  . 東日本旅客鉄道.   [2019-03-06]. （原始内容存档于2019-03-22）.
18. ↑  . 東日本旅客鉄道.   [2019-03-06]. （原始内容存档于2019-03-22）.
19. ↑  . 東日本旅客鉄道.   [2018-07-06]. （原始内容存档于2019-03-22）.

## 外部連結
- 車站資訊（十王）：東日本旅客鐵道